# Fusō (Aichi)
Fusō (jap. 扶桑町 Fusō-chō) – miasto w Japonii, na wyspie Honsiu, w prefekturze Aichi. Według danych na rok 2020 miejscowość zamieszkiwało 34 133 mieszkańców , a gęstość zaludnienia wyniosła 3050,3 os./km².